# Lighthouse Cafe
Koordinaten: 33° 51′ N, 118° 25′ W
Das Lighthouse Cafe ist ein Jazzclub in Hermosa Beach (Pier Avenue 30), Kalifornien (südlich von Los Angeles), bekannt als eines der Zentren des West Coast Jazz in den 1950er Jahren. 
Howard Rumsey, ein ehemaliger Stan-Kenton-Bassist, hatte sich in den Küstenort Hermosa Beach schon in seiner Studentenzeit 1935 verliebt. Damals war das Lighthouse Cafe ein gerade neu erbautes italienisches Restaurant. Ab 1940 war es eine Bar. 1948 wollte Rumsey sich in Hermosa Beach niederlassen und schlug dem Besitzer des Lighthouse Cafe, John Levine, vor, dort am Sonntagnachmittag Jazzkonzerte zu veranstalten, und dieser willigte ein, weil die Bar an diesem Tag sowieso nicht sehr gut lief. Da sich damals sehr viele Bigbands auflösten und deren Musiker nach Los Angeles strömten, um als Studiomusiker zu arbeiten, die Gewerkschaften aber eine halbjährige Residenzpflicht verlangten, hatte Rumsey eine große Auswahl. Viele der von der Ostküste kommenden Musiker waren wie Rumsey aus der Kenton Bigband, andere etwa von den Bands von Woody Herman, Boyd Raeburn, Charlie Barnet oder Claude Thornhill. Zu ihnen zählten Shorty Rogers, Jimmy Giuffre, Shelly Manne, Bud Shank, Maynard Ferguson, Art Pepper, Frank Rosolino, Milt Bernhart, Hampton Hawes, Frank Patchen (Klavier), Barney Kessel, Herb Geller, Rolf Ericson, Richie Kamuca, Sonny Clark, Russ Freeman, Pepper Adams, Claude Williamson, Lorraine Geller. Max Roach aber auch Musiker wie Chet Baker, Gerry Mulligan und Miles Davis spielten als Gäste mit den All-Stars. Zu den längsten Mitgliedern von Rumseys Lighthouse All Stars gehörten Bob Cooper (Saxophon), Conte Candoli (Trompete), Stan Levey (Schlagzeug). Die Atmosphäre unter den Musikern war dabei nicht durch Star-Allüren und Konkurrenzdenken geprägt, sondern meist freundschaftlich und entspannt. 
Die Konzerte im Lighthouse waren ein voller Erfolg und zogen besonders Studenten aus dem Los-Angeles-Bereich an, Sonntag von nachmittags um zwei bis morgens um zwei (zuerst am 1. Januar 1949, meist mit zwei Gastmusikern), aber auch in der Woche, nur meist im Quintett statt im Sextett. Beliebt waren auch die von Rumsey an den Osterferien organisierten Jazz-Wettbewerbe zwischen College-Musikern, unter dessen Siegern u. a. Les McCann war. Levine war froh über den Aufschwung, den seine Bar nahm (und darüber keine 15 Prozent Steuer zahlen zu müssen, die nur bei Gesang und Tanz fällig war), an dem Rumsey auf Kommissionsbasis partizipierte. Auch die Plattenkonzerne begannen sich zu interessieren. Die All Stars nahmen für Contemporary Records 1952 bis 1957 zwanzig Alben auf (und ein weiteres 1961 für Philips sowie einige Alben im Revival der Band ab den 1980er Jahren). Der Name „West Coast Jazz'“ war nach Rumsey eine Erfindung ebendieser Labels, er selbst sah sich eher in der alten Swing- und Stan-Kenton-Tradition, weder cool noch hot. Mit dem Interesse der Plattenfirmen ergab sich für Rumsey das Problem, dass viele unabhängige Labels die Musiker exklusiv unter Vertrag nehmen wollten. Als schließlich alle seine Musiker Studio-Kontrakte hatten oder eigene Plattenverträge und keine neuen Talente nachströmten, löste er die All Stars 1961 auf.
Das Lighthouse Cafe bestand weiter als Jazzclub. Es wurde zum Auftrittsort von gebuchten Jazzmusikern, gleich zu Anfang beginnend mit Cannonball Adderley; 1970 gastierte dort das Lee Morgan Quintett an drei Abenden hintereinander, dokumentiert auf The Complete Live at the Lighthouse. Rumsey spielte in den 1960er Jahren auch noch an einigen Wochentagen im Quartett im Club, aber als Levine 1970 starb, verließ er das Lighthouse und gründete 1971 im nahen Redondo Beach einen neuen Jazzclub (Concert by the Seas, bis 1985, als er in den Ruhestand ging). Die Erben von Levine verkauften den Lighthouse Club an Rudy Onderwyzer, der schon Mitbesitzer von  Shelly Mannes Club Shellys Manne-Hole war, der es 1981 weiterverkaufte. Dessen Jazztradition lebte erst Mitte der 1990er Jahre wieder auf. Auch heute noch finden im Lighthouse Cafe sonntags (sowie samstags und mittwochs) Jazzkonzerte statt.